# Jacques Pereira
Jacques Pereira (Casablanca, 3 febbraio 1955 – Vila Real de Santo António, 3 novembre 2020) è stato un calciatore portoghese, di ruolo attaccante.

## Biografia
Fu capocannoniere del campionato portoghese nel 1982.
Pereira è morto nel 2020 per insufficienza cardiaca.

## Palmarès

### Club

#### Competizioni nazionali
- Segunda Divisão: 1

Famalicão: 1977-1978
- Campionato portoghese: 1

Porto: 1984-1985
- Coppa del Portogallo: 1

Porto: 1983-1984
- Supercoppa di Portogallo: 3

Porto: 1981, 1983, 1984